# Lucky Boy (film, 1929)

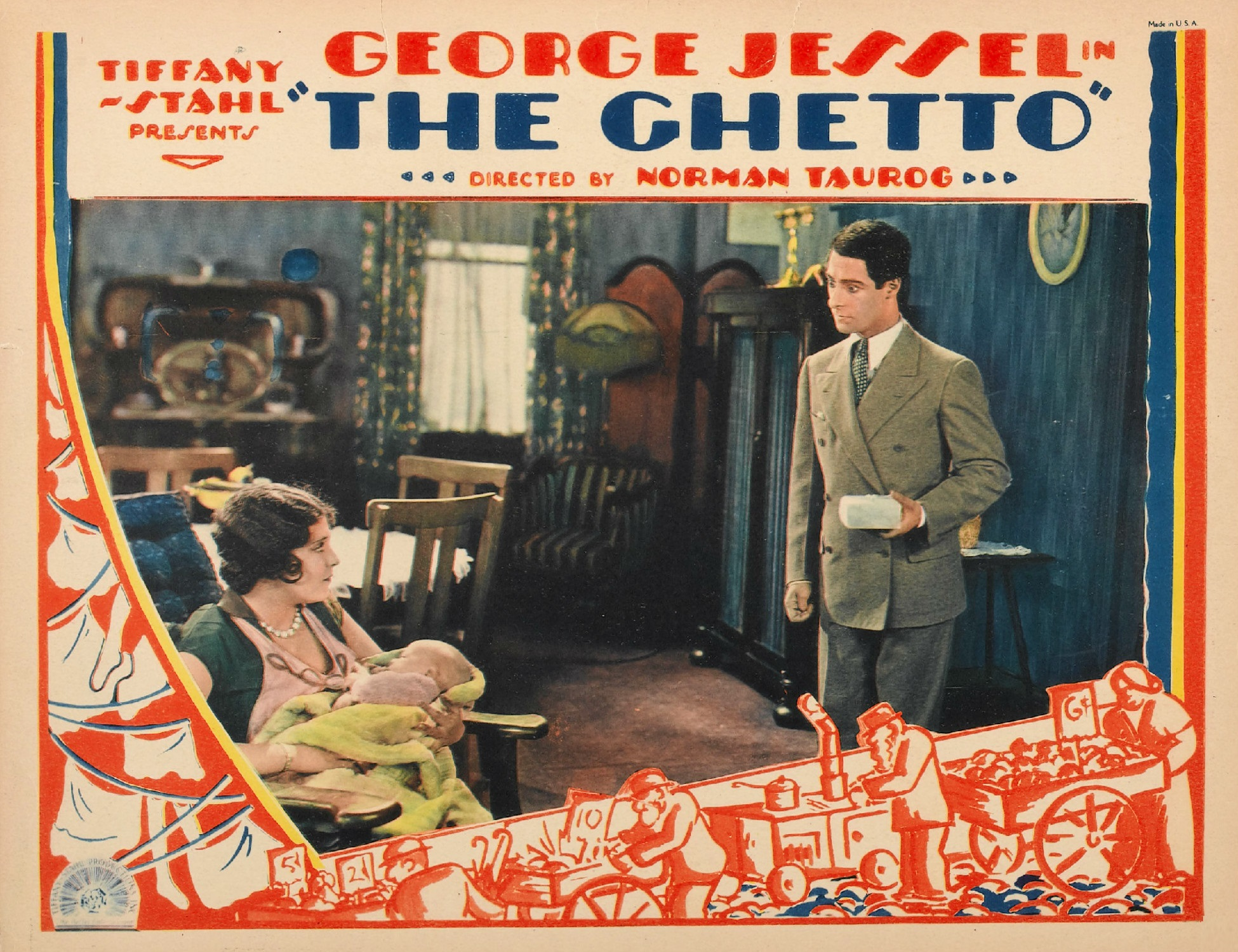
Carte promotionnelle du film Luck Boy sous son titre provisoire The Ghetto.

Pour les articles homonymes, voir Lucky Boy.
Pour plus de détails, voir Fiche technique et Distribution.
Lucky Boy est un film américain réalisé par Norman Taurog et Charles C. Wilson, sorti en 1929.

## Fiche technique
- Réalisation : Norman Taurog et Charles C. Wilson
- Producteur : John M. Stahl
- Scénario : Isadore Bernstein, George Jessel, Harry Braxton d'après The Schlemiel de Viola Brothers Shore
- Musique : Hugo Riesenfeld
- Photographie : Harry Jackson, Frank Zucker
- Montage : 	Desmond O’Brien, Russell Shields
- Durée : 10 bobines[1]
- Société de production : Tiffany Pictures
- Distributeur : Tiffany-Stahl Productions
- Date de sortie :
  - États-Unis : 2 février 1929

## Distribution
- George Jessel : Georgie Jessel
- Gwen Lee : Mrs. Ellis [2]
- Richard Tucker : Mr. Ellis
- Gayne Whitman : Mr. Trent[3]
- Margaret Quimby : Eleanor
- Rosa Rosanova : Mamma Jessel
- William H. Strauss : Papa Jessel
- Mary Doran : Becky[4]
- Glenda Farrell : secrétaire
- William Gargan : Bit Part
- Sig Ruman : Bit Part
- Charles C. Wilson

## Production
Le film a été tourné initialement en tant que film muet, mais des musiques ont été ajoutées, ainsi que certaines séquences parlantes.
Il présente des similarités avec le film The Jazz Singer dans lequel devait jouer initialement George Jessel